# Hana Zelinová
Hana Zelinová (ur. 20 lipca 1914 w Vrútkach, zm. 16 marca 2004 w Bratysławie) – słowacka poetka, pisarka, dramaturg, autorka książek dla dzieci i młodzieży.

## Życiorys
Hana Zelinová urodziła się w rodzinie robotniczej, zdobyła wykształcenie w Vrútkach, a później kontynuowała naukę w szkole dla nauczycieli w Bratysławie. Pracowała jako redaktor (Slovenský východ, Novosti) w Koszycach, gdzie później pracowała w wydawnictwie Svojeť. Od 1950 do 1954 pracowała w firmie Obnova w Bratysławie, później jako asystentka w Západoslovenské vodárny a kanalizace, a w latach 1962–1970 jako redaktor w magazynie Zornička. W 1972 roku przeszła na emeryturę. W latach 1990–1992 była członkiem Rady Narodowej Republiki Słowackiej z ramienia  Partii Demokratycznej. W 1979 roku otrzymała tytuł Zasłużonego Artysty, a w 2001 roku najwyższą nagrodę państwową za całokształt twórczości – Krzyż Pribiny I Klasy. W miejscu urodzenia – Vrútkach – bibliotece nadano jej imię. W 1995 roku scenarzysta i reżyser Fedor Bartko nakręcił film dokumentalny o życiu i twórczości Hany Zelinovej w ramach cyklu Portréty. W 2001 roku powstał film dokumentalny O čom je život – Hana Zelinová.

## Wybrane dzieła

### Proza
- 1941 – Zrkadlový most
- 1944 – Prístav pokoja
- 1946 – Anjelská zem
- 1948 – Hora pokušenia
- 1948 – Dievočka, vstaň!
- 1958 – Diablov čardáš
- 1967 – Anjelská zem
- 1970 – Kamenný ruženec
- 1971 – Alžbetin dvor - wyd. pol. pt. Dwór Elżbiety, w przekładzie Maryli Papierz, Katowice 1980
- 1974 – Volanie vetra
- 1977 – Kvet hrôzy
- 1979 – Hodina zažíhania sviec
- 1980 – Hodvábna cesta
- 1981 – Smäd
- 1983 – Kľukatý let motýľa
- 1986 – Vejár s fialkami
- 1988 – Hlas starých huslí
- 1989 – Nočný koncert
- 1993 – Víno kráľov
- 1994 – Harlekýnove milióny
- 1995 – Vranie oči
- 1996 – Dve slová
- 1996 – Sedem dní a jedna noc
- 1997 – Ruža zo samého dna
- 1998 – Ešte raz sa obzrieť mám…
- 1998 – Aj v raji prší
- 1999 – Múr plaču

### Dramaty
- 1943 – Mária
- 1944 – Ktosi je za dverami
- 1948 – Žijem cudzí život
- 1966 – Bambusová princezná

### Książki dla dzieci i młodzieży
- 1959 – Jakubko
- 1959 – Sivá húska
- 1962 – Taká čudná jar
- 1962 – Bosý generál, novela
- 1964 – Večer neprídem
- 1966 – Hriešna krajina Atlantis
- 1966 – Dovidenia, Zuzanka
- 1967 – Moja je pomsta
- 1970 – Hanibal za bránou
- 1977 – Otec, povedz pravdu
- 1981 – Pehavý noštek
- 1986 – Maťko a ja
- 1987 – Vlnky-žblnky
- 1988 – Spať na slnku
- 1999 – Rozprávková studnička

### Słuchowiska radiowe
- 1946 – Kytica pivónií
- 1948 – Vavrínový veniec
- 1956 – Valgatha
- 1960 – Jánošíkova píšťala
- 1961 – Prvý vo vesmíre
- 1962 – Bosý generál
- 1965 – Palička šťastia
- 1968 – Kismet

### Spektakle telewizyjne
- 1956 – Ilúzia
- 1959 – Jakubko
- 1960 – 49 dní
- 1965 – Ametystový kvet
- 1966 – Bambusová princezná
- 1967 – Slnečnica
- 1967 – Svetlo na spodnej haluzi
- 1969 – Kamenný ruženec
- 1972 – Rosa na tráve
- 1974 – Čaša plná ambrózie
- 1986 – Alžbetin dvor